# ロス・ガルソネス空港
ロス・ガルソネス空港 (ロスガルソネスくうこう) は、コロンビアのモンテリア郊外にある空港。

## 主な航空会社
- アビアンカ航空
- アビアンカ・エクスプレス
- イージーフライ
- LATAM コロンビア
- ビバエア・コロンビア

## 主な就航路線
- ボゴタ、メデジン、カリ、カルタヘナ、バランキージャ、サンアンドレス島、ブカラマンガ